# 샤이엔족

샤이엔족의 기

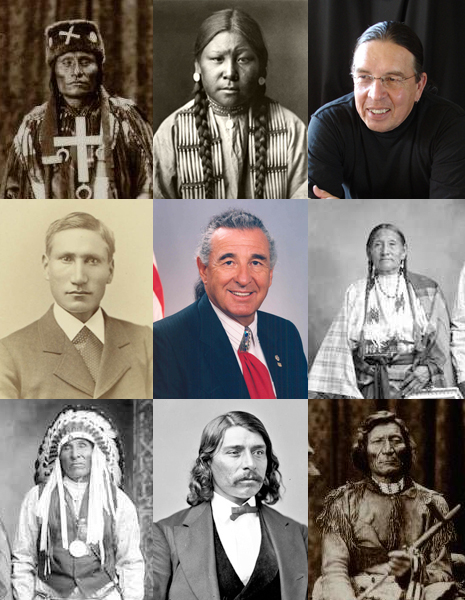
샤이엔족 주요 인물들의 초상화.

샤이엔족은 알공킨 어족에 속하는 그레이트플레인스 소재의 아메리카 인디언이다. 샤이엔족은 단일 부족이 아니라 기존의 수타이오족(Só'taeo'o, Sutaio)과 칫치스타스족(Tsétsêhéstâhese, Tsitsistas)의 두 부족이 융합하여 형성된 연합 부족이다.
샤이엔족은 현 미네소타주에 위치한 오대호 부근의 알공킨족 계통의 부족으로부터 1500년 경 갈라져 나온 것으로 추정된다. 오랜 세월동안 이들은 미시시피강을 건너 노스다코타주와 사우스다코타주 쪽으로 이주해 왔다. 19세기 초, 이들은 연합 부족을 형성하여 의식을 통해 타 그레이트플레인스의 인디언보다 중앙 집권화된 구조를 형성하기 시작했다. 사우스다코타 내의 블랙 힐스와 현 몬태나주의 파우더 강 카운티에 정착한 후 이들은 1730년 대 중에 라코타족(수족)에게 기마 문화를 전수했던 것으로 추정된다. 이후 이들은 아라파호족과 연합하여 키오와족을 남쪽으로 몰아내기도 했다. 그러나 종내는 우세한 세력의 라코타족에 밀려 서쪽으로 이주하게 되었다.
유럽인과의 접촉 이전에, 샤이엔족은 라코타족, 아라파호족과의 동맹 관계를 가졌다. 18세기에 이들은 라코타족에게 밀려 서쪽으로 이주했으나, 19세기에는 라코타족까지 이들을 따라 블랙 힐스와 파우더 강 카운티로 이주해 정착하게 되었다. 19세기 중엽에 이들은 다른 평원 부족과 동맹을 맺기도 했다.
샤이엔족은 가장 잘 알려진 평원 부족 중 하나이다. 샤이엔 연합은 남부 콜로라도에서 블랙 힐스까지 걸쳐 거주하는 열 개의 부족으로 구성되어 있었다. 이 무렵, 이들은 태양의 춤과 같은 의식을 통해 강력한 융합적 구조를 형성해 냈다. 각 부족장들은 모임 시 공식적인 회의를 열고 여기에 참석했다. 샤이엔족은 평원 내 다른 부족들과 지내면서 부족 단위의 전쟁을 자주 벌였는데, 초기에는 이들과 앙숙관계였던 크로우족과, 나중에는 미군이 그 상대가 되었다. 19세기 중반, 구성 부족들은 분열되기 시작하여 일부는 블랙 힐스 주위에, 일부는 콜로라도 중앙에 위치한 플랫 강 주위로 갈라져 거주하게 되었다.
갈라진 샤이엔족 중 북샤이엔족은 현재 몬태나주 북동쪽의 북샤이엔족 인디언 보호구역에 거주하고 있으며, 2000년 인구 조사에서 해당 보호구역에 거주하는 샤이엔족은 전체 4,400명 중 72.8%인 3,250여 명으로 추산되었다. 한편 남샤이엔족은 오클라호마주 서쪽에서 남아라파호족과 새로운 연합 부족으로서 공식 승인을 받아 함께 거주하고 있다. 2008년 조사에서 이들의 총 인구는 12,130명으로 집계 되었는데, 이 중 샤이엔족은 2003년 조사에서 8,000여 명으로 추산되었다. 그러나 지속적인 혼혈로 인해, 각 부족원간의 명확한 구분이 어려운 상태이다.

## 같이 보기
- 라코타족(수족)
- 아라파호족